# Furusundsleden

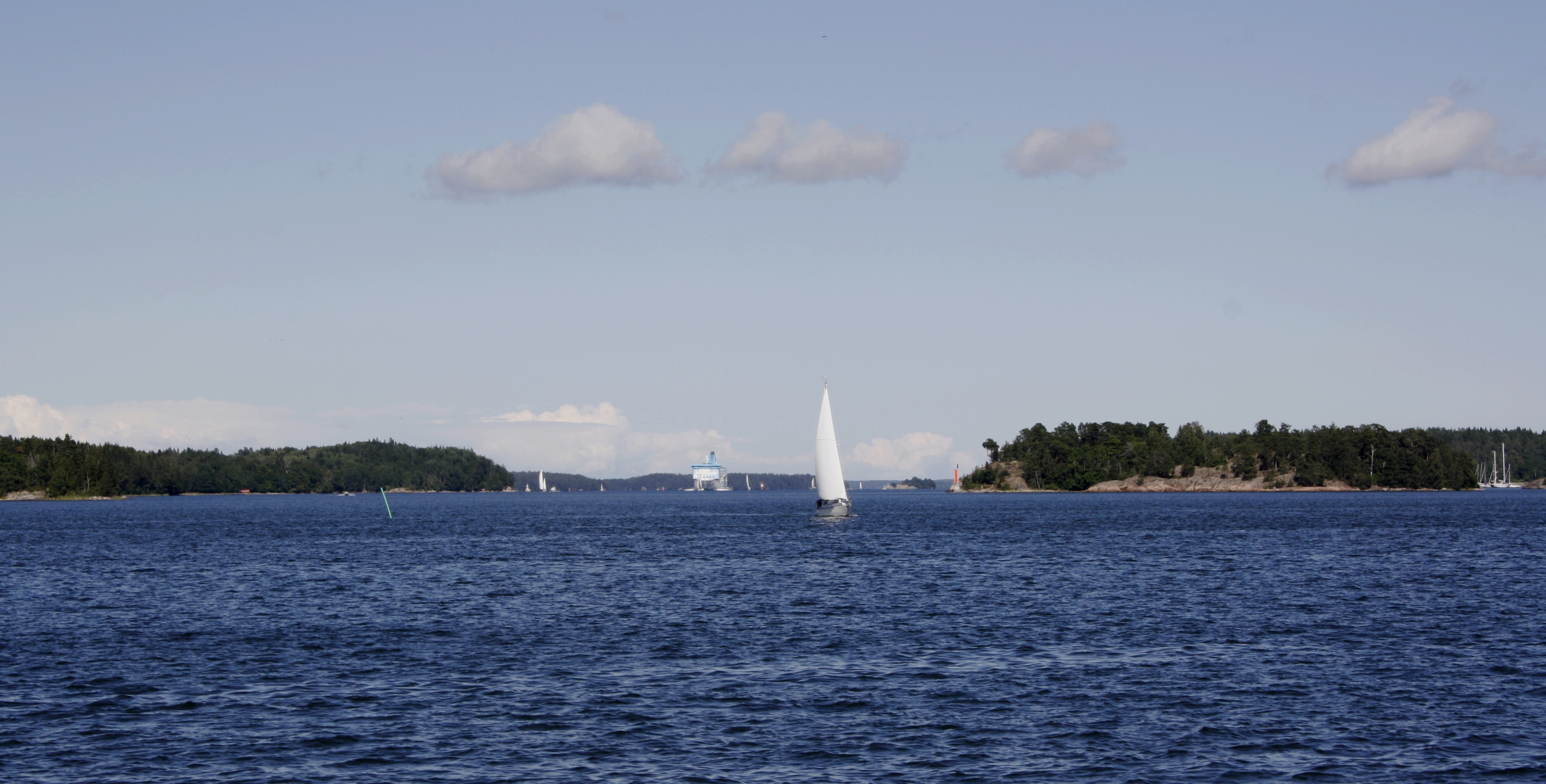
Furusundsleden, vy mot norr vid färjeleden mellan Östanå och Ljusterö, juli 2012

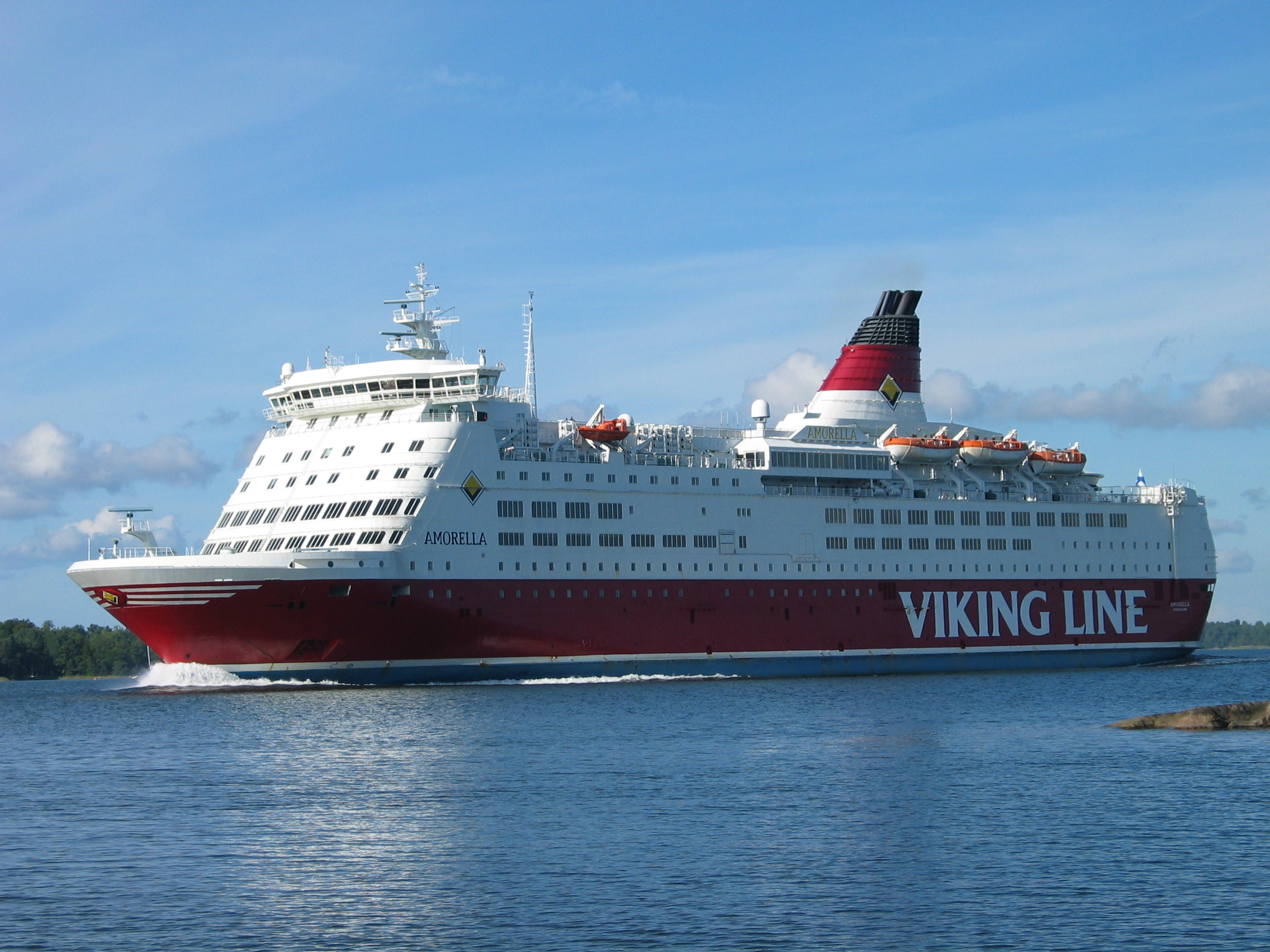
Viking Lines M/S Amorella mellan Yxlan och fastlandet i Furusundsleden, 2005.

Furusundsleden är den norra av de stora farlederna in till Stockholms hamnar. Leden har fått sitt namn efter ön och orten Furusund, invid det smala sundet mot ön Yxlan i Stockholms norra skärgård.

## Allmänt
Leden passerar bland annat (från norr till söder) Tjärven, Fejan, Kapellskär, Gräskö, Furusund, Yxlan, Vättersö, Ljusterö, Värmdö, Rindö, genom Oxdjupet, förbi Tynningö, och över Höggarnsfjärden och Halvkakssundet och avslutas i Lilla Värtan eller Saltsjön. Leddjupet är 8 meter.
Från Trälhavet och längs fastlandet norrut, väster om Mjölkö och Stora Älgö förbi Flaxenvik till Lervik vid Åkersberga finns en alternativ sträckning som kallas Lerviksleden.
Vintertid är sträckan Nykvarnsgrund – Östra Älgögrund avstängd för sjötrafik. Trafiken går i stället förbi Södra Ljusterö och över Saxarfjärden där den rundar Stor-Saxaren.

## Anslutande leder
- Sandhamnsleden
- Kudoxaleden
- Husaröleden
- Simpnäsleden